# Fort Cummings
Fort Cummings est un ancien poste militaire de la United States Army établi le 2 octobre 1863 sur la route reliant Tucson à Mesilla au Nouveau-Mexique afin de contrôler les Apaches de la région.
Nommé en l'honneur du major Joseph Cummings, tué par des Navajos le 18 août 1863, il fut abandonné le 3 octobre 1886.